# Theodor Schweisfurth
Theodor Schweisfurth (* 13. Januar 1937 in Cottbus) ist ein deutscher Emeritus für Öffentliches Recht und Völkerrecht.

## Leben
Schweisfurth studierte Rechtswissenschaft an der Philipps-Universität Marburg, der Eberhard-Karls-Universität Tübingen, wo er 1957 Mitglied des Corps Borussia Tübingen wurde, und Bonn. 1968 wurde er zum Dr. iur. promoviert. Danach war Schweisfurth Mitarbeiter am Bundesinstitut für ostwissenschaftliche und internationale Studien in Köln und 1969/70 persönlicher Referent des Bundesministers für innerdeutsche Beziehungen, Egon Franke. Von 1973 bis 1993 war er Mitarbeiter am Max-Planck-Institut für ausländisches öffentliches Recht und Völkerrecht in Heidelberg, wo er sich 1978 über „Sozialistisches Völkerrecht? Darstellung, Analyse, Wertung der sowjetmarxistischen Theorie vom Völkerrecht ‚neuen Typs‘“ habilitierte. 1985 apl. Professor; 1986 Lehrbeauftragter an der Universität Zürich und 1989 an der Universität Heidelberg. 1993 wurde er als Professor für Öffentliches Recht, Ausländisches Verfassungsrecht und Verfassungsvergleich sowie Völkerrecht an die Europa-Universität Viadrina berufen. Bis zu seiner Emeritierung kämpfte er so entschieden wie vergeblich für eine Neubewertung der sowjetischen Enteignungen nach dem Zweiten Weltkrieg in der Sowjetischen Besatzungszone. Ebenso kritisierte er die parlamentarische, öffentliche und juristische Diskussion um die Bodenreform in der DDR und den Umgang der CDU mit diesem Problem nach der deutschen Wiedervereinigung.
Schweisfurth war Autor des nationalrevolutionären Magazins Wir selbst. Zusammen mit Herbert Ammon und Peter Brandt arbeitete und publizierte er beispielsweise zur „Deutschen Frage“.
Für den im Frühjahr 2003 begonnenen Irakkrieg der USA und der Koalition der Willigen sah er keine Rechtfertigungsgründe. Als Emeritus lebt er in Berlin.

## Werke
- Sozialistisches Völkerrecht? Darstellung – Analyse – Wertung der sowjetmarxistischen Theorie vom Völkerrecht „neuen Typs“ (= Beiträge zum ausländischen öffentlichen Recht und Völkerrecht. Bd. 73). Springer, Berlin/Heidelberg/New York (1979) 1982, ISBN 978-3-540-09292-6; Neuauflage 2011, ISBN 978-3-642-67246-0.
- Fahrplan für ein neues Deutschland. Straube, Erlangen 1990, ISBN 3-927491-20-9.
- Ausgewählte Fragen der Staatensukzession im Kontext der Auflösung der UdSSR, in: Archiv des Völkerrechts 32 (1994), S. 99–129.
- Das Recht der Staatensukzession, Heidelberg 1996.
- Deutschland, Polen, Tschechien – auf dem Weg zur guten Nachbarschaft, zusammen mit Walter Poeggel und Andrzej Sakson. Springer, Berlin 1999, ISBN 978-3-540-65067-6.
- SBZ-Konfiskationen privaten Eigentums 1945 bis 1949. Nomos, Baden-Baden 2000, ISBN 978-3-789-06675-7 (digitalisierte Kurzfassung; PDF).
- Völkerrecht. Mohr Siebeck, Tübingen 2006, ISBN 978-3-825-28339-1.